# シャンドル・カロシュ
シャンドル・カロシュ（ロシア語: Шандор Эрнестович Каллош ; ウクライナ語: Шандор Ернестович Каллош ; 英語: Shandor Ernestovich Kallosh、1935年10月23日 - ）は、旧ソ連およびロシアの作曲家。

## 略歴
1935年、チェルニフツィ生まれ。1954年から1963年までヴァイオリニストとして様々な交響楽団に籍を置く。1961年にリヴィフ音楽院に入学するが、それまでにアダム・ソウティスに作曲法を師事していた。1962年から1964年までモスクワ音楽院大学院課程でユーリ・シャポーリンに師事する。1971年からリュート奏者として活動し、パヴェル・リシツィアンらの伴奏者を務める。1975年からは指揮者としても活動する。
ソビエト連邦において早くから古楽復興運動や電子音楽に携わってきた有力な先駆者であり、リュート奏者としても活動している。作曲家としてはミニマリズムならびにポストミニマリズムを作風とするミニマル・ミュージックで名を揚げたが、その一方で映像作品やアニメーションに楽曲を提供しており、映画音楽や劇付随音楽、バレエ音楽の多作家としても知られる。

## 主要作品一覧

### 宗教曲
- 独唱者と無伴奏合唱、テープのための《ビザンチンのヘルモローゲによる5つの讃美歌とハレルヤ》（歌詞：古典ギリシャ語）
- ヴィオラ・ダモーレと6チャンネルの電子楽器のための《ニケア信経》
- 17世紀カタロニアの主題による宗教音楽
- 声楽とリュートのための《ダヴィデの詩篇》"（歌詞：古典ギリシャ語）

### 歌劇
- クプリヤノフとナターシャ
- ダフネ
- "Darling Giaccomina"
- 王族の遊び

### 劇付随音楽
- マーリン
- 露都物語

### バレエ音楽
- マクベス
- ファウスト
- 結婚式の遍歴[3]
- 月世界の姫君
- 不思議の国のアリス[4]
- アンティゴネ
- 死の舞踏

### 管弦楽曲
- 交響曲 第1番 （1957年）
- 交響曲 第2番 （1960年）
- 交響曲 第3番 （1961年）
- 交響曲 第4番 （1976年）
- ヴァイオリン協奏曲 第1番 （1964年）
- ヴァイオリン協奏曲 第2番 （1969年）
- ヴィオラとコントラバス、管弦楽のための二重協奏曲 （1977年）

### テープ音楽
- リュート、テルミン、テープのための《5つの小品》
- ヴィオラ・ダモーレとテープのための《対話》

### 映画音楽
- 女の訪問客
- 悪魔の誘惑 （2006年）
- 田舎暮らしからのいくつか
- 激しい恋
- 姫君と豆